# Dorothy Macmillan
Dorothy Evelyn Macmillan, née Dorothy Evelyn Cavendish le 28 juillet 1900 et morte le 21 mai 1966, est l'épouse du Premier ministre britannique Harold Macmillan, en poste de 1957 à 1963. Elle a pour parents Victor Cavendish, 9e duc de Devonshire et Evelyn Cavendish, maîtresse de la garde-robe de la reine Mary de Teck.